# Star Fox Zero
Star Fox Zero (en japonés: スターフォックス ゼロ Sutā Fokkusu Zero) es un videojuego de disparos de naves de combate, codesarrollado por Nintendo bajo Shigeru Miyamoto y PlatinumGames. Es la sexta entrega de la serie Star Fox. Algunos juegos venían incluido con el videojuego torre de defensa Star Fox Guard.
Fue anunciado el 8 de junio de 2014, un día antes de que se realizara el Electronic Entertainment Expo de 2014. Su lanzamiento estuvo programado para la consola Nintendo Wii U en noviembre de 2015, pero finalmente se retrasó hasta abril de 2016 para permitir más tiempo en el desarrollo del videojuego.

## Jugabilidad
Star Fox Zero sigue en gran parte el modo de juego clásico de sus predecesores, como Star Fox 64, en el que los jugadores controlan a Fox McCloud mientras conduce su nave Arwing, a través de varios niveles, hasta derrotar a Andross, enemigo principal de la saga de Star Fox. El juego se controla con el Wii U GamePad.